# Drew Fuller
Andrew Alan Fuller (født 19. maj 1980 i Atherton, Californien) er en amerikansk skuespiller, der er bedst kendt for sin rolle som Nick Reed i tv-serien Black Sash. Han blev endnu mere kendt som den dejlige ledsager i Heksene fra Warren Manor som Chris Perry. Det viser sig senere at Chris i virkeligheden er Christopher Perry Halliwell, anden søn af Piper og Leo, og Wyatts lillebror, han kom fra fremtiden for at redde Wyatt fra at blive ond. Efter seriens sjette sæson, blev Drew Fullers karakter dræbt, men Drew kom senere tilbage i andre afsnit, og var også med i det sidste. Drews favorit episoder (af Heksene fra Warren Manor) er: 'Spin City', 'I Dream Of Phoebe', and 'Hyde School Reunion'. Efter det sidste afsnit af Heksene fra Warren Manor, har Drew været med i 'The Ultimate Gift' som Jason Stevens og 'Army Wives' som Trevor LeBlanc.